# Мёртвые, как я
«Мёртвые как я» (англ. Dead Like Me) — американский комедийно-драматический телесериал. В главных ролях Эллен Муф и Мэнди Патинкин, играющие «жнецов» (собирателей душ), которые живут и работают в Сиэтле, штат Вашингтон. Сериал снят в Ванкувере (Канада).
Шоу было создано Брайном Фуллером для сети Showtime, где до закрытия сериала с 2003 по 2004 было показано два сезона. Фуллеру пришлось покинуть проект после пяти эпизодов из-за разногласий с MGM. Дальнейшее развитие «Мёртвых как я» взяли в свои руки исполнительные продюсеры Джон Масиус и Стивен Готчо, в то время, как Фуллер выступил в качестве консультанта. В данный момент американская сеть HDNet осуществляет повтор сериала по понедельникам вечером.
В 2009 году вышел в свет полнометражный фильм «Мёртвые, как я: Жизнь после смерти». Телевизионная премьера фильма в Канаде состоялась 1 января 2009, в США — 17 февраля 2009.

## Сюжет
18-летняя Джорджия Ласс жила обычной жизнью — бросила колледж, пытается устроиться на работу, идея чего в принципе противоречит взглядам девушки, игнорирует свою младшую сестру Реджи и ссорится с родителями. Но всё в один миг меняется, когда туалетное сиденье с космической станции «Мир», пройдя слои атмосферы, буквально врезается в девушку, оборвав её жизнь. Однако Джорджия узнаёт, что после смерти жизнь не заканчивается — под своё крыло её берёт Руб Софер, предводитель группы мрачных жнецов, помогающих людям умереть без боли, незадолго до смерти освободив их душу из тела. Своих «клиентов» Руб распределяет между членами команды: бывшего хиппи Мейсона, просверлившего себе голову дрелью; неунывающей Бэтти, утонувшей после прыжка с утёса и жёсткой Рокси, которую убила её подруга после того, как Рокси изобрела гетры. Компания встречается каждое утро в небольшом немецком ресторанчике «Вафельный домик».
Девушка вынуждена заменить жнеца, который освободил её душу, так как забрав отведённое ему количество душ, жнец «отправляется дальше», но что это значит — никто не знает. Сама Джорджия поначалу не в восторге от мысли, что она должна быть свидетельницей чужих трагедий и при этом работать среди живых. Она нанимается в кадровое агентство «Счастливые денёчки» (другой вариант перевода — «Весёлое времечко», в оригинале «Happy Time»), где её начальницей становится жизнерадостная Долорес Хёрбек. Со временем Джорджия понимает, как глупо было растрачивать свою жизнь, и что жизнь после смерти полна сюрпризов. Между тем, Джорджия не перестаёт тосковать по своим родственникам, а её младшая сестра Реджи пугает родителей странным поведением — она забирает туалетные сиденья у соседей и из школы, а также подбирает мёртвых ворон.

## Герои
| Основные персонажи |
| ------------------ |

### Собиратели душ
| |              |                          |                 |  |  |  |
| Джорджия «Джордж» Ласс (англ. Georgia «George» Lass) | 1985—2003    | убита туалетным сиденьем | Эллен Муф       |  |  |  |
| 18-летняя бывшая студентка колледжа. Работала один день в фирме «Хэппи-Тайм». Убита 27 июня 2003 года туалетным сидением с космической станции «Мир», сходившей с орбиты в этот момент. За свою необычную смерть Джорджия получила прозвище Туалетное сиденьице (англ. Toilet Seat Girl). Интересно, что станция «Мир» была затоплена за два года до смерти Джорджии, в 2001 году. Будучи жнецом носила другое имя, для «живых» — Милдред «Милли» Хейган (англ. Mildred «Millie» Hagen). |              |                          |                 |  |  |  |
| |              |                          |                 |  |  |  |
| Руб Софер (англ. Rube Sofer) | 1876—1926    | застрелен                | Мэнди Патинкин  |  |  |  |
| Руководитель группы жнецов. Он раздаёт задания для своих подчинённых, почти всегда на жёлтых стикерах. Он становится своеобразным отцом для Джорджии, называя её «Орешек», в её мрачной «новой» жизни. При жизни имел дочь Рози, которую тоже называл «Орешком». О том, как умер Руб, не говорится на протяжении всего сериала. Он был виден в одной серии на плакате с надписью «Внимание! Их разыскивает полиция!», что подтверждает тот факт, что Руб был грабителем банков. В одной из серий ему вернулось письмо с крупной суммой денег, которую он в своё время отправлял своей семье. За весь сериал ни разу не упоминается, как умер Руб. Об этом сказано в начале полнометражного фильма. |              |                          |                 |  |  |  |
| |              |                          |                 |  |  |  |
| Мейсон (англ. Mason) | 1939—1966    | просверлил дыру в голове | Каллум Блу      |  |  |  |
| Британец, наркоман, алкоголик, вор, аферист, неудачник, ну и просто озорной и симпатичный человек. Для Джордж он как старший брат. Умер в Британии в 1966 году в возрасте 27-ми лет, просверлив дрелью отверстие в голове в поисках вечного кайфа. |              |                          |                 |  |  |  |
| |              |                          |                 |  |  |  |
| Рокси Харви (англ. Roxy Harvey) | до 1960—1982 | задушена                 | Жасмин Гай      |  |  |  |
| Волевая, дерзкая и независимая женщина. Занималась танцами и изобрела гетры. Была задушена гетрой в 1982 году завистливой подругой, которая хотела присвоить изобретение себе. После смерти работала парковщицей, затем полицейским. |              |                          |                 |  |  |  |
| |              |                          |                 |  |  |  |
| Дейзи Эдер (англ. Daisy Adair) | до 1915—1938 | сгорела во время пожара  | Лора Харрис     |  |  |  |
| Появляется после ухода Бетти. Бывшая актриса, часто рассказывающая о своих сексуальных похождениях со звёздами. Скончалась 13 декабря 1938 года, заживо сгорев при пожаре на съёмках «Унесённых ветром». В одном из эпизодов Дэйзи говорит, что забрала душу Джеймса Дина. Последняя мысль Дэйзи — «Почему меня никто не любил?» |              |                          |                 |  |  |  |
| |              |                          |                 |  |  |  |
| Бетти Ромер (англ. Betty Rhomer) | 1899—1927    | утонула                  | Ребекка Гейхарт |  |  |  |
| Была с героями на протяжении 5 серий 1 сезона, затем незаметно от начальства добровольно перешла на следующий этап загробной жизни. Фотографировала всех своих «клиентов» на полароид и раскладывала фотографии по типам личности в отдельные мешки. Её душу забрал Руб, когда она прыгнула с утёса в мелкую и бурную речку. |              |                          |                 |  |  |  |

### Семья Джорджии
| |                  |  |  |  |  |  |
| Реджи Ласс (англ. Reggie Lass) | Бритт МакКиллип  |  |  |  |  |  |
| Младшая сестра Джорджии. Хотя сестра игнорировала её при жизни, смерть девушки сильно повлияла на Реджи. Она верит, что призрак Джорджии бродит по городу и навещает их дом время от времени. Из-за странного и даже патологического проявления скорби по сестре, Реджи вынуждена посещать психотерапевта. |                  |  |  |  |  |  |
| |                  |  |  |  |  |  |
| Джой Ласс (англ. Joy Lass) | Синтия Стивенсон |  |  |  |  |  |
| Мама Джорджии. Ужасно боится воздушных шариков и ненавидит влагу за то, как порнографично звучит это слово. Любит порядок и правила, контролировать свою жизнь. Собственная мать считает, что у Джой серьёзные проблемы с контролем именно из-за того, что вся её жизнь начинает выходить из-под контроля, и женщина отрицает это: смерть старшей дочери, странное поведение младшей, разногласия с мужем. Однако в одном из эпизодов, становится ясно, что источник проблем — в детстве женщины, росшей в обстановке строгого католического воспитания. |                  |  |  |  |  |  |
| |                  |  |  |  |  |  |
| Клэнси Ласс (англ. Clancy Lass) | Грег Кин         |  |  |  |  |  |
| Отец Джорджии. Он преподает английскую литературу в Университете Вашингтона. После смерти старшей дочери, в его браке наступает кризис: сначала он заводит роман со студенткой, а вскоре разводится с Джой. |                  |  |  |  |  |  |
| Филлис (англ. Phyllis) | Барбара Барри    |  |  |  |  |  |
| Бабушка Джорджии и Реджи со стороны матери. Эксцентричная пожилая дама, которую Джой винит в том, что она была ей плохой материю. В итоге, именно она в какой-то степени помогает женщине примириться со смертью Джорджии. |                  |  |  |  |  |  |

### Весёлое времечко
- Дэлорес Хербиг (Кристин Уиллес)

Начальница Джорджии. Сначала она очень не понравилась девушке, но позже Дэлорес становится её подругой и матерью в одном лице, всегда помогая и предлагая поддержку, и даже, вызволив Милли из тюрьмы. Дэлорес всегда оптимистична и полна энергии, она много общается через сайты знакомств и ведёт Интернет-сайт с веб-камерой, запечатлевающей её квартиру под названием Наведём порядок с Дэлорес (англ. Getting Things Done With Delores). Иногда Дэлорес рассказывает истории о своём прошлом, связанным с кокаином, татуировками и прочими гадостями жизни. У Дэлорес есть очень старый кот по имени Мюррэй.
- Кристал Смит (Кристал Дал)

Таинственная секретарша в Весёлом времечке. Согласно её личному делу, владеет испанским, французским, русским и языком суахили. Член отряда специального назначения в Юго-Восточной Азии. Хотя из сериала ясно, что она не является жнецом, главные герои подозревают, что она как-то связана с потусторонней деятельностью. В одном из эпизодов зрители видят, как она ворует стикеры, а на Хэллоуин она переодевается Жнецом. Кроме того, она проявляет большой интерес и дружелюбие к друзьям-жнецам Джорджии. Однажды Кристал помогала им перепечатать последние мысли людей, чьи души забрали жнецы, для архивирования. Кристал призналась, что Рокси расположила её к себе, и это была взаимная симпатия.

### Другие персонажи
- Лаура Боддингтон — Милли Хаген
- Патриция Идлетт — Киффани
- Джоделль Ферланд — Кирсти
- Лорена Гейл — Доктор Дженис Хэнсон
- Ярдли Смит — Пенни
- Гарольд Перрино — Арун Леверт
- Джуэл Стэйт — Девушка-гот
- Лошлин Монро — Грег
- Робин Данн — Трип Хэсберг III
- Дастин Миллиган — Джои
- Эрик МакКормак — Рэй Андерсон
- Гевин ДеГро — Пит Андерсон
- Пайпер Лори — Нина Ромми
- Эмили Перкинс — Джози Фельдман
- Спенсер Актимичак — Чарли

## Мифология сериала

### Жнецы
Жнецы (англ. Grim Reapers) — души умерших, обладающие особыми привилегиями. Они могут существовать, как живые, но при этом обязаны выполнять свои задания — забирать в назначенное время и в назначенном месте душу человека за несколько минут до того, как он умрёт, дабы спасти человеческую душу от травмирования или возможной порчи от нахождения в мёртвом теле. К тому же, если душа будет свободна, то процесс смерти для человека будет не таким болезненным. Сами Жнецы не убивают людей, а лишь забирают их души, провожая к таинственному свету, в котором умершие видят то, что радует их. После того, как жнец забирает последнюю душу, он «отправляется дальше» — что скрывается за этими словами, в сериале не говорится, однако жнец переходит на другой уровень. Между тем, последняя душа, которую забрал жнец, становится новым жнецом взамен ушедшего.
Можно предположить, что те, кто умер уже давно, обладают своей собственной внешностью, однако в последней серии «Хеллоуин» обыгрывается тема масок — в Хеллоуин жнецам нужно носить маски, так как в этот день живые могут увидеть их «как есть», и Дейзи в этот день узнает старик в Вафельном доме, что подтверждает тот факт, что для живых она выглядит иначе, хотя умерла всего лишь на 11 лет позже Руба.
В 10 серии 2 сезона Руб, ищет в архиве информацию о своей жене и дочери. Помогающий ему паренек находит старое объявление с фотороботом Руба, и говорит ему «Чувак, это же ты!», хотя неоднократно говорилось, что люди видят жнецов совсем не так, как видит их зритель, что подтверждается первой серией, где показывается «альтернативная внешность» не только Джорджии, но и Мейсона. Также в 14 серии 2 сезона, когда Руб встречается со своей дочерью, она сразу узнает отца, хотя он должен был выглядеть иначе. Тема «другой внешности» в сериале даёт сбои — например, все считают красивой Дейзи, в то время как «альтер эго» Джорджии и Мэйсона обладают крайне заурядной внешностью.

### Могильщики
Могильщики (англ. Gravelings) — маленькие демонические существа, виновные в гибели людей. Обычные люди не могут видеть этих существ (хотя в одном из эпизодов сумасшедший юноша, влюблённый в Джорджию, может их видеть, а также в последней серии показано, что маленькая Джорджия видит одного из могильщиков в доме маньяка), в то время как жнецы и могильщики видят друг друга и могут контактировать. Место проживания могильщиков — кладбище, хотя в сериале часто показано, что им не чужды людские радости — сигареты, азартные игры и спиртное (группа могильщиков отдыхает в Вафельном доме в свой официальный выходной).
В 12 эпизоде 2 сезона зрители узнают, как появляются могильщики: чтобы защитить Дэйзи, Мэйсон случайно убивает телевизионного продюсера Рэя, с которым встречалась девушка. Но его душа не возникает рядом со жнецом, как это обычно бывает. Вместо этого, из тела Рэя появился новый могильщик. У него нет души, — заметил Мэйсон.
В 14 эпизоде Джордж убивает этого могильщика, и он рассыпается в прах. Примечательно, что часть сознания демона была связана с разумом Рэя: на протяжении нескольких эпизодов могильщик преследовал Мэйсона и Дэйзи, а также часто возвращался в дом Джорджии и Дэйзи, где был убит Рэй. Кроме того, могильщик был ответственен за незапланированную смерть.

### Души
Душа (англ. Soul) человека, его призрак покидает тело после прикосновения жнеца. По словам Руба в пилотном эпизоде, когда Джорджия забирает душу маленькой девочки, смерть и жизнь находятся в равновесии. Если бы девочка осталась жива, её душа бы «сгнила». Если жнецы забирают душу до смерти человека, то покидая мир живых, человек не испытывает боли. В одном из эпизодов, когда Джорджия не пришла на встречу со своим «клиентом», девушка ошибочно полагает, что дело всё равно сделано. Однако на самом деле, душа остаётся запертой внутри мёртвого тела, что сильно травмирует душу.
После смерти, души людей некоторое время остаются на Земле, и их должны сопровождать жнецы, пока те не увидят таинственный свет, принимающий форму того, что больше всего радует погибшего. Куда уходят души погибших, жнецы и Руб не знают. Находясь на земле, души невидимы для обычных смертных, также они не могут двигать предметы, так как не обладают физическим телом.
Также в одном из эпизодов зрители узнают, что если душу что-то удерживает на Земле, она не покидает мир живых.

### Животные
В одном из первых эпизодов Джорджия спрашивает у Руба, можно ли забрать душу у дерева или животных. Когда Джорджия сопровождает Долорес в ветклинику, когда Мюррэю, коту Долорес, становится хуже, она встречает бездомного мальчика по имени Чарли, который забирает души животных. Интересно, что для этого, судя по всему, используют погибших детей.

### Высшие силы
В сериале напрямую не говорится о существовании Бога, Рая и Ада. Как и обычные люди, жнецы не знают, что ждёт человека после смерти, и куда уходит его душа. Также личность того, кто приносит Рубу список людей, которые вскоре умрут, остаётся нераскрытой. Несмотря на то, что Руб пытается не думать об этих вещах и наставляет свои подчинённых вести себя подобным способом, он решается задать вопрос тому, кто приносит список, чтобы узнать, что случилось с Бэтти после того, как она прыгнула в свет вместе с одной из забранных ею душ. Получил он ответ или нет — неизвестно.

### Появление смерти
В самом начале сериала рассказывается, что бог создал Смерть и, не зная, что с нею делать, положил её в красивую вазу. Он отдал вазу Жабе и сказал стеречь сосуд. Однако Жаб не уследил за сохранностью сосуда, когда дал подержать вазу Лягушке, которая разбила её, и Смерть вырвалась на свободу.

Я расскажу вам историю. Не о себе, обо мне потом. Это просто история, вы готовы? Давным-давно, ну, на заре времен Бог был очень занят сотворением мира, как это теперь принято говорить. Однажды он отдал жабе кувшин и сказал: «Будь осторожен, внутри него смерть». Очень гордый жаб не знал, что ему предстоит провалить божественную миссию — хранить смерть, и обещал оберегать кувшин. Но однажды жаб встретил лягушку.
«Дай мне подержать кувшин смерти», — сказала лягушка. С очень умным видом жаб сказал: «Нет». Но лягушка настаивала, и после долгого нытья жаб сдался. «Ты можешь подержать его, но только чуть-чуть», — сказал он. Обрадовавшись, лягушка начала жонглировать кувшином, бросая его из лапки в лапку. Жаб был придурком. «Прекрати», — крикнул он, но было поздно: лягушка уронила кувшин, и он разлетелся на куски. И смерть вырвалась на волю.
И с этого момента все живые существа стали смертными. Представьте, насколько был бы лучше мир, если бы лягушки не существовало на данный момент. Теперь мы все знаем, что мы все умрем. Некоторые раньше других. У меня получилось намного раньше…

## Производство

### Съёмки пилота
Пилот сериала был снят в июле 2002 года в Ванкувере в Канаде, в то время как остальные серии были сняты в среднем за неделю. Бюджет эпизода составил $6 млн. Продолжительность серии составила непривычный 1 час и 14 минут. И хотя действие сериала происходит в Сиэтле, в США, съёмки проходили в Ванкувере, в Британской Колумбии в Канаде. Интересно, что создатели даже не пытались скрыть сей факт — в кадре часто попадают вывески, указывающие на место проведения съёмок, и даже канадский флаг. Некоторые сюжетные линии, а также внешний вид ресторанчика «Вафельный домик» были изменены по сравнению с первым эпизодом. Также планировалось, что у Клэнси Ласса, отца Джорджии будет роман со студентом мужского пола, однако позже от этой идеи решено было отказаться.
По словам Брайана Фуллера, автора и сценариста шоу, главным источником вдохновения для него послужил роман Пирса Энтони — «На бледном коне» (англ. On A Pale Horse). Главный герой Зейн хочет покончить жизнь самоубийством, но неожиданно видит в зеркале стоящую у него за спиной смерть. В испуге он убивает её, и вынужден занять её место и выполнять её обязанности.
Рабочее название сериала «Мёртвая девочка» (англ. Dead Girl), однако название поменяли на существующее. Фуллер дал похожее название второму эпизоду — «Мёртвая девочка идёт» (англ. Dead Girl Walking), что является парафразом известного высказывания, сопровождающего преступника, идущего на смертную казнь. За время съёмок всего сериала было использовано 3 аргентинские жабы.

### Уход Фуллера
Брайан Фуллер покинул проект после первого сезона из-за конфликтов с «MGM Television», включая разногласия относительно дальнейшего развития сценария: «Отсутствие профессионализма… привело к тяжёлой обстановке… словно на войне… они пытались контролировать меня. Это был худший опыт в моей жизни». По словам Фуллера, Showtime закрыл проекты «из-за ухудшения качества материала и предчувствия дальнейшего развития конфликтной ситуации».

### Музыка
Главную тему сериала, а также инструментальную музыку написал композитор Стюарт Коупленд. Песня «Boom Boom Ba» из репертуара группы Metisse стала одной из повторяющихся тем сериала. Также в шоу была использована другая композиция этой группы «Nomah’s Land». Кроме того, в сериале звучали песни «Que Sera Sera» Pink Martini, «Chariot» Гэвина ДеГро и «Hell» из репертуара Squirrel Nut Zippers.

## Релиз

### Рейтинги
Хотя канал никогда официально не издавал информацию о рейтингах сериала, исполнительные продюсеры упоминали, что рейтинги «Мёртвых, как я» в три раза больше средних показателей канала Showtime. Однако это противоречит заявлению канала о том, что рейтинги недостаточно высоки для продления сериала на третий сезон. Рейтинг пилотного эпизода — 1,1 млн зрителей, рекордный показатель для канала среди пилотных эпизодов, однако позже рекорд был побит шоу «Бесстыдники» спустя семь лет.

### Награды
| Год  | Премия                                             | Номинация                                                        | Результат | Номинант     |
| ---- | -------------------------------------------------- | ---------------------------------------------------------------- | --------- | ------------ |
| 2004 | Academy of Science Fiction, Fantasy & Horror Films | Best Actress in a Television Series                              | Номинация | Эллен Муф    |
| 2004 | Academy of Science Fiction, Fantasy & Horror Films | Best Syndicated / Cable Television Series                        | Номинация |              |
| 2004 | Emmy Awards                                        | Outstanding Music Composition for a Series (Dramatic Underscore) | Номинация | Эпизод Pilot |
| 2004 | Emmy Awards                                        | Outstanding Special Visual Effects for a Series                  | Номинация | Эпизод Pilot |
| 2004 | International Horror Guild                         | Best Television                                                  | Номинация |              |
| 2004 | Satellite Awards                                   | Best Performance by an Actress in a Series, Drama                | Номинация | Эллен Муф    |
| 2005 | Academy of Science Fiction, Fantasy & Horror Films | Best Syndicated / Cable Television Series                        | Номинация |              |
| 2005 | Image Awards                                       | Outstanding Supporting Actress in a Drama Series                 | Номинация | Жасмин Гай   |

### Сериал на DVD
| Сезон                                                      | Дата выпуска                                                                          | Дополнительные материалы |
| ---------------------------------------------------------- | ------------------------------------------------------------------------------------- | --- |
| Сезон 1                                                    | Регион 1: 15 июня 2004 года Регион 2: 20 июня 2005 года Регион 4: 12 июля 2005 года   | - Комментарии актёров к пилотному эпизоду - Удалённые сцены (30 минут) - Документальные фильмы: - Behind The Scenes - The Music Of Dead Like Me - Фото-галерея - Проморолик сериала                    |
| Сезон 2                                                    | Регион 1: 19 июня 2005 года Регион 2: 16 апреля 2007 года Регион 4: 18 июля 2007 года | - 9 удалённых сцен (12 минут) - Документальные фильмы: - Dead Like Me… Again - Putting Life Into Death - Фото-галерея - Трейлеры к сериалам на DVD                                                     |
| Complete Collection: Сезон 1, Сезон 2 и Жизнь после смерти | Регион 1: 17 февраля 2009 года Регион 2: 17 февраля 2009 года                         | Прежние бонусы: - Комментарии актёров к пилотному эпизоду - Комментарии авторов к полнометражному фильму - Удалённые сцены - 5 документальных фильмов - 2 фото-галереи - Трейлеры к другим проекта MGM |